# Theodor-Heuss-Brücke (Düsseldorf)
Die Theodor-Heuss-Brücke ist eine Rheinbrücke in Düsseldorf, die 1957 dem Verkehr übergeben wurde. Sie stellt die erste große Schrägseilbrücke Deutschlands und den Prototyp der Düsseldorfer Brückenfamilie dar. Die Bundesstraße 7 quert über diese Brücke den Rhein. Vor dem Bau der Flughafenbrücke war sie die nördlichste Rheinbrücke Düsseldorfs, weshalb sie bis zum Januar 1964 nicht nur im Volksmund, sondern auch offiziell Nordbrücke hieß. Seit 2016 steht sie unter Denkmalschutz. 

## Lage
Als eine von sieben Rheinbrücken im Düsseldorfer Stadtgebiet quert die Theodor-Heuss-Brücke den Rhein bei Kilometer 746. Rechtsrheinisch endet die Brücke im Stadtteil Golzheim und auf der linken Rheinseite in Niederkassel. Die Theodor-Heuss-Brücke bildet zusammen mit der benachbarten und stromaufwärts etwa zwei Kilometer entfernten Oberkasseler Brücke und der nochmals rund einen Kilometer dahinter liegenden Rheinkniebrücke die ursprüngliche Düsseldorfer Brückenfamilie, welche die Entwicklung dieses Brückentyps weltweit für viele Jahre maßgeblich beeinflusst hat. Die nächste Rheinbrücke stromabwärts ist die rund sechs Kilometer entfernte und 2002 eröffnete Flughafenbrücke.

## Beschreibung
Die eigentliche Schrägseilbrücke ist 476 Meter lang. An sie schließt sich rechtsrheinisch eine 333 Meter lange Hochstraße über die Cecilienallee / Rotterdamer Straße und die Kaiserswerther Straße an. Auf der linksrheinischen Seite wird sie durch eine 462 Meter lange Vorlandbrücke über das Hochwasserbett ergänzt, die nach dem Niederkasseler Deich noch den Kaiser-Friedrich-Ring überquert und anschließend an einer künstlichen Rampe endet. Die Hauptöffnung über den Rhein hat eine Spannweite von 260 Meter, die beiden seitlichen Öffnungen von je 108 Meter.
Die Brücke hat zwei Fahrstreifen je Fahrtrichtung sowie parallel dazu an den Außenseiten je einen Fuß- und Radweg. Das Brückendeck ist einschließlich der Geländer 27,10 Meter breit. Davon entfallen 15 Meter auf die vier Fahrspuren und ihre mittlere Trennrampe. Auf einem 1,75 Meter breiten Streifen zu beiden Seiten der Fahrbahn befinden sich die Pylone, die Verankerung der Seile und die Beleuchtungsmasten. Daran schließen sich 4,05 Meter breite Streifen für die Geh- und Radwege an. Das stählerne Brückendeck ist als orthotrope Platte konstruiert mit weit auskragenden Geh- und Radwegen, in deren Schatten die 3,30 m hohen Hauptträger möglichst schlank wirken sollen.
Ein Pylon steht direkt auf dem rechten Ufer am äußeren Rand der vom Rhein beschriebenen Kurve, der andere Pylon steht vor dem linken Ufer im Flachwasser der Kurveninnenseite. Beide Pylone bestehen unterhalb des Brückendecks aus massiven Betonpfeilern, die fast dessen gesamte Breite einnehmen. Oberhalb des Brückendecks bestehen sie aus je zwei schlanken, 44 Meter hohen, sich nach oben leicht verjüngenden, freistehenden Stielen ohne Versteifung durch Querriegel. Von diesen Stielen aus genieteten Stahlblechen sind in beide Fahrtrichtungen je drei parallel laufende Stahlkabel zum Brückendeck gespannt.
Die Theodor-Heuss-Brücke verbindet das nördliche und östliche Stadtgebiet Düsseldorfs, die Messe und den Flughafen mit den linksrheinischen Stadtteilen Oberkassel, Niederkassel, Heerdt, Lörick, dem Bürogebiet Seestern und dem Meerbuscher Stadtteil Büderich. Über sie verläuft die Bundesstraße 7, welche gemeinsam mit der Bundesstraße 1 in Düsseldorf die Lücke zwischen dem rechts- und linksrheinischen Ast der A52 schließt und deshalb Düsseldorf sowohl mit Essen und dem Ruhrgebiet als auch mit Kaarst, Mönchengladbach und der Region Niederrhein verbindet.

Blick auf die Theodor-Heuss-Brücke, vorne links der Yachthafen des Düsseldorfer Yachtclub, rechts im Hintergrund der Rheinturm
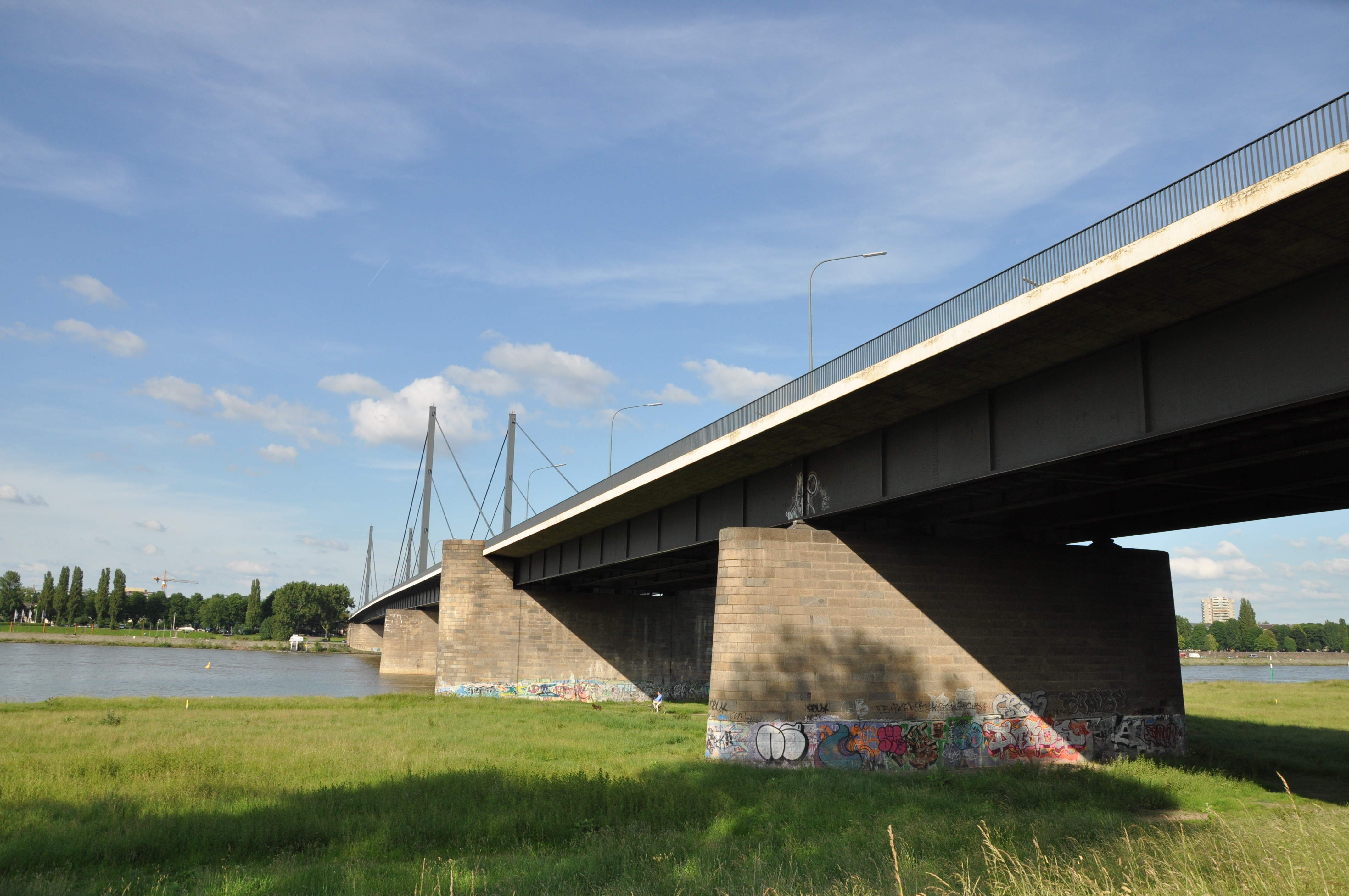
Theodor-Heuss-Brücke mit Vorbrücke
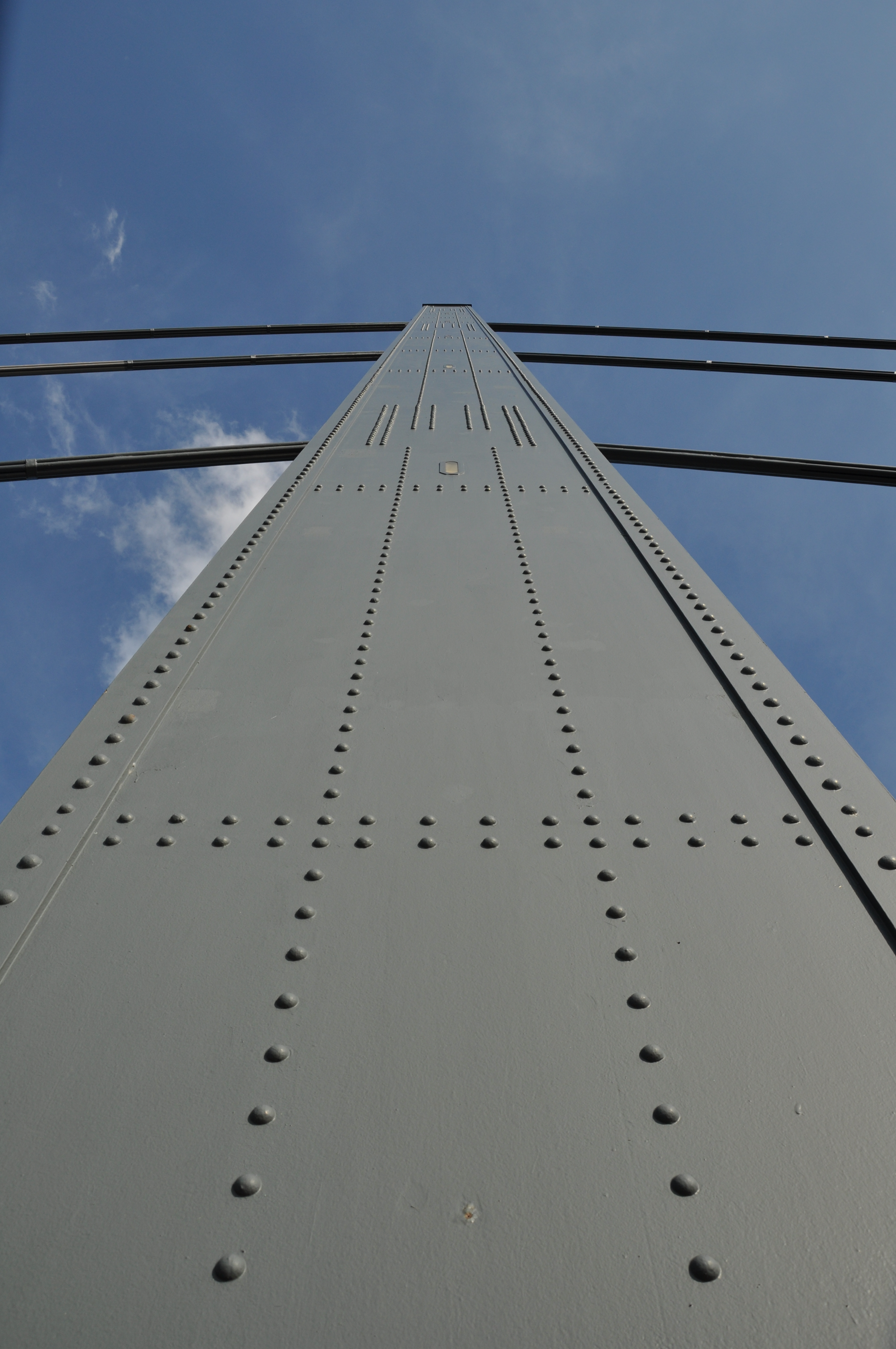
Pylon der Brücke

## Geschichte
1952 beauftragte des Düsseldorfer Stadtplanungsamt unter Leitung des Architekten Friedrich Tamms eine Gruppe um den Bauingenieur und Tragwerksplaner Fritz Leonhardt mit dem Entwurf der Nordbrücke. Von Franz Dischingers 1949 veröffentlichten Abhandlungen angeregt, erstellte Leonhardt den Entwurf einer Schrägseilbrücke mit Pylonen in der üblichen Rahmenform und büschelförmig an deren Spitze befestigten Seilen. Tamms fand die Pylonrahmen zu schwerfällig, denn bei den geringen Windlasten müssten freistehende, schlanke Stiele ausreichen. Bei einer schrägen Sicht auf die Brücke würden sich die büschelförmig angeordneten Seile in unschöner Weise überschneiden, weshalb Tamms eine harfenförmige, parallele Anordnung der Seile, bei der es optisch keine Überschneidungen geben kann, verlangte. Leonhardt überarbeitete seinen Entwurf in der von Tamms gewünschten Weise.
Am 8. Oktober 1953 beschloss die Stadt die Annahme dieses überarbeiteten Entwurfs, auf dessen Grundlage anschließend die Bauarbeiten ausgeschrieben, an das in Düsseldorf-Oberbilk ansässige Stahlbauunternehmen Hein, Lehmann & Co. AG vergeben und am 21. August 1954 begonnen wurden. Während der mehr als dreijährigen Bauzeit gab es einen Zwischenfall: Im März 1956 fiel ein Brückenstück bei seiner Montage in den Rhein. Am 19. Dezember 1957 wurde die Brücke dem Verkehr übergeben. Sie entsprach Tamms Vorstellungen bis auf eine Kleinigkeit: das für die Straßenbeleuchtung zuständige Amt hatte die üblichen gekrümmten Peitschenmasten aufgestellt, während Tamms gerade Masten vorgesehen hatte, die im Einklang mit den senkrechten Pylonen stehen sollten. Tamms vermied es, eine Auswechslung der Masten zu verlangen.
Die Nordbrücke war Teil eines umfangreicheren Straßenbauprojektes, dessen Ziel es war, die Düsseldorfer Innenstadt vom anwachsenden Ost-West-Durchgangsverkehr im Verlauf der Bundesstraße 7 zu entlasten. So wurde die Verbindung von der rechtsrheinischen Brückenrampe bis zum Mörsenbroicher Ei seit den 1950er Jahren mehrmals aus- und umgebaut. Am 3. November 1959 wurde die 9,5 Kilometer lange an der Kevelaerer Straße (damals B 9) in Heerdt beginnende und seinerzeit als Stadtautobahn Düsseldorf bezeichnete linksrheinische Zufahrt zur Brücke dem Verkehr übergeben. Seitdem hat die Bundesstraße 7 ihren heutigen Verlauf im Düsseldorfer Stadtgebiet. Die Vermessungsarbeiten wurden von Heinz Günther Henneberg geleitet, der dies zum Thema seiner 1962 vorgelegten Dissertation machte.
Ihren heutigen Namen erhielt die Brücke am 31. Januar 1964, als sie nach dem am 12. Dezember 1963 verstorbenen von 1949 bis 1959 amtierenden Deutschen Bundespräsidenten und Düsseldorfer Ehrenbürger Theodor Heuss benannt wurde.
Die Theodor-Heuss-Brücke musste ein bis zum Jahr 2002 auf täglich 100.000 Fahrzeuge angewachsenes Verkehrsaufkommen verkraften und wurde somit immer häufiger zum „Nadelöhr“. Seit der Eröffnung der Flughafenbrücke und der damit verbundenen Schließung der letzten Lücke im Düsseldorfer Autobahnring hat sich die Verkehrslage auf der Brücke wieder entspannt.
Am 24. November 2016 wurde die Theodor-Heuss-Brücke in die Denkmalliste der Stadt Düsseldorf eingetragen und somit unter Denkmalschutz gestellt.
Im November 2019 wurde die Brücke wegen „Traglastdefizitzen“ für Fahrzeuge über 30 Tonnen Gesamtgewicht gesperrt.